# Refugio de vida silvestre Bosques Nublados de Udima
El refugio de vida silvestre Bosques Nublados de Udima es un área protegida en el Perú. Se encuentra los departamentos de Cajamarca y Lambayeque.
Fue creado el 1 de febrero de 2010, mediante D.S. N.º 020-2011-MINAM. Tiene una extensión de 12 183.20 hectáreas.
Está ubicada en el distrito de Catache en la provincia de Santa Cruz, departamento de Cajamarca.